# 白い神

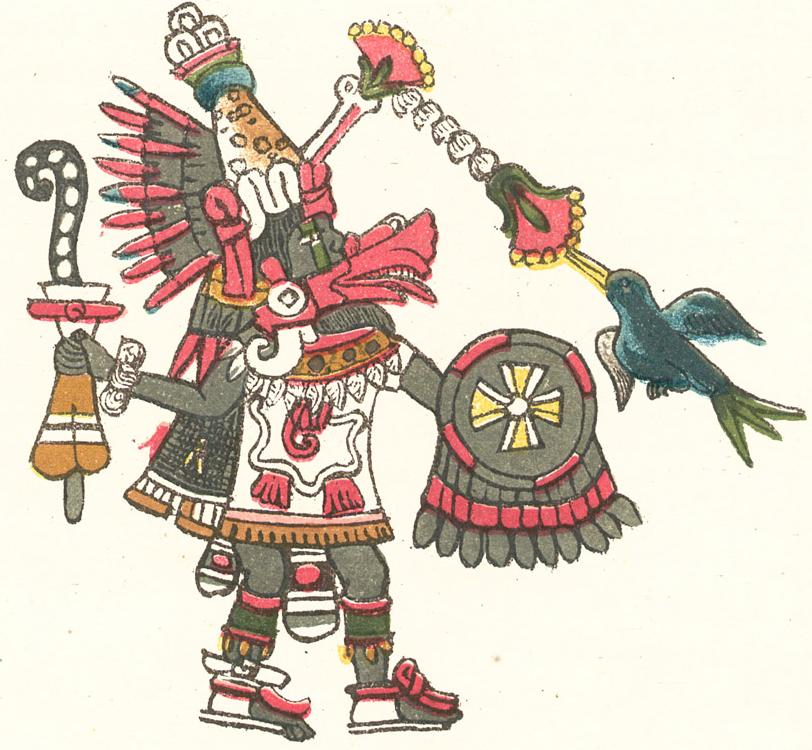
Codex Magliabechianoに描かれるケツァルコアトル

白い神（英: White gods）とは、世界、特にアメリカ大陸の古代文化において、過去に現地を来訪したコーカソイド（白人）が神性として住民の信仰を得ていたと考える信条、およびその神性そのものを指す。

## 概要
16世紀に、スペインのコンキスタドールたちによる報告の中で示された「新世界の人々から神として歓迎された」という記述に基づくが、後年においてその解釈は白色人種による神格の存在へと拡張され、宗教の教義、境界科学・疑似科学的な理論、さらには白人至上主義者の教条などの根拠として学術的な検証性を越える範囲にまで及んだ。いくつかの著作家はその著書で白人宣教師または「神々」がクリストファー・コロンブス以前にアメリカ大陸を訪れていたと主張し、多くはケツァルコアトルなど土着の古代神を語った神話や伝説を引用して、実際にはその場所を訪れた白人を神とみなした伝承であると結論づけている。

## 文献における記述

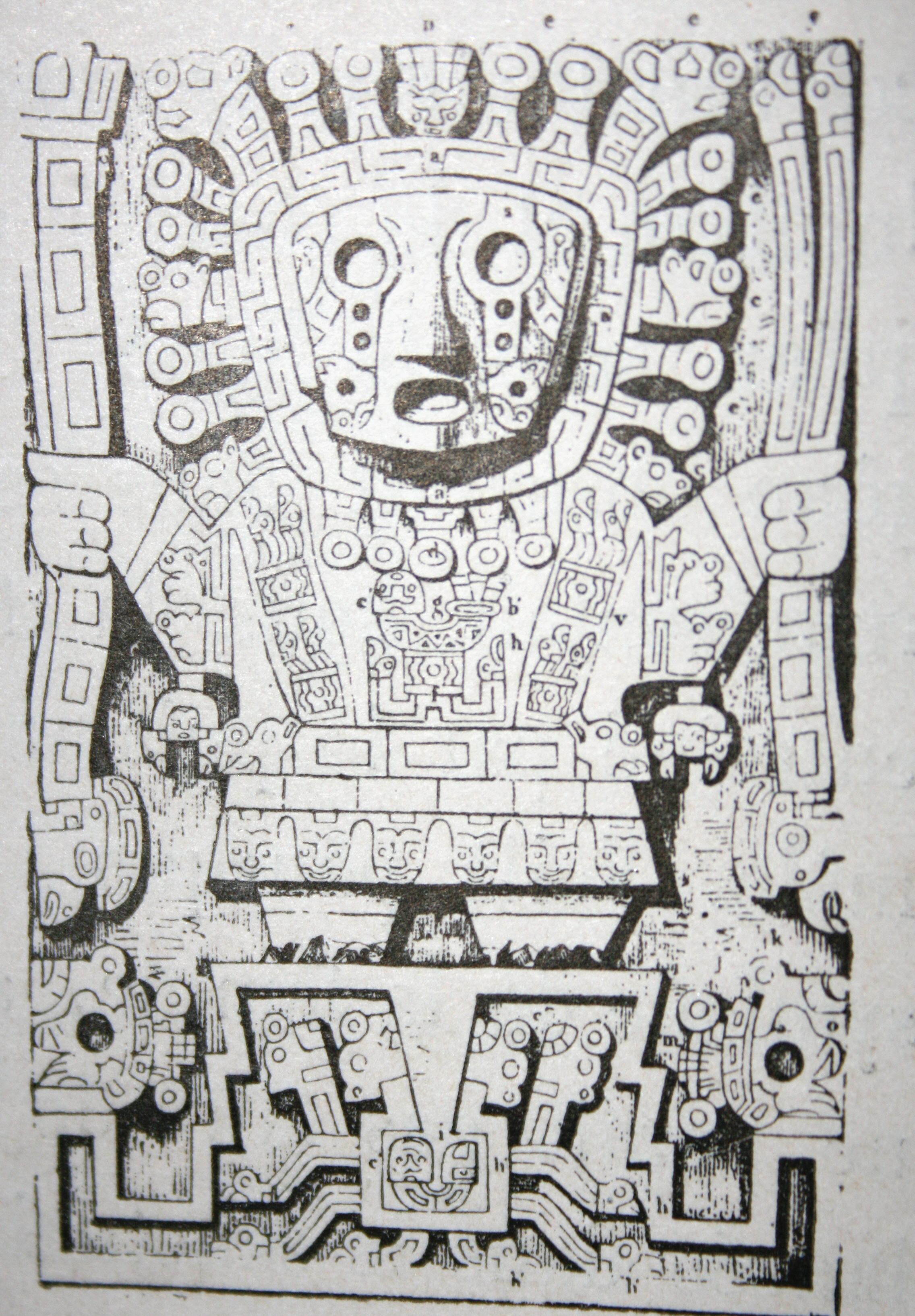
インカ神話の創造神ビラコチャ

### スペインの年代記
16世紀以降のスペインの年代記作者たちは、フランシスコ・ピサロ率いるコンキスタドールが初めてインカ人と遭遇した際に、白い肌がインカ神話のビラコチャと似ていたために神として歓迎されたという報告を記載している。最初の報告は1553年のシエサ・デ・レオンのもので、後にサルミエント・デ・ガンボアによっても報告された。ホアン・デ・ベタンソスなどによる同様の報告の中ではビラコチャは「白い神」と記載され、鬚（あごひげ）を持つともしばしば記述されている。

### 近年の研究
Colonel A. Braghine は1940年の著作「The Shadow of Atlantis」で、カリブの人々の間に Tamu または Zune と呼ばれる白い鬚の人物が東からやって来て人々に農業を教え、その後「東の方向」に消え去ったという記録と伝承があると述べた。またクスコ王国の初代国王マンコ・カパック（ビラコチャの息子とも言われる）は白い鬚の人物だったとも言う。
作家の Rupert Furneaux は、「白い神」を古代都市ティワナクとも関連づけている。
作家・海洋考古学者であるロバート・F・マークスは「白い神」の概念について広範に記述し「ほとんどのアメリカ先住文化において描き表されている」と結論した。
いくつかの研究者は、「白い神の伝説」とはスペイン人の侵入以降に成立した創作であり、疑似科学に基づく考えであると見なしている。

### モルモン教における解釈
モルモン教徒の中には、白い肌を持ち、空から現れ、その再臨を約束したというケツァルコアトルをイエス・キリストの姿だとみなす考えもある。モルモン書に記される教説においてイエス・キリストが説く「約束の地」とはアメリカ大陸であり、キリストはアメリカの先住民について（彼がかつて言及した）「囲いにいない他の羊」であるとし、復活した後に彼らを訪ね、教え導いたとしている。末日聖徒イエス・キリスト教会（モルモン教会）の第3代大管長ジョン・テイラー はこう記している。

「メキシコの神性であるケツァルコアトルの生涯の物語は、救世主の物語と密接な、とても密接な、類似性がある。まさにケツァルコアトルとイエス・キリストとは、同一の存在であるという結論以外には達し得ない」

モルモン教徒であるSF作家オーソン・スコット・カードは、この考えを元に翻案した小説「アメリカ」を書いている。

### 疑似科学、境界科学的な主張
1962年、考古学者 Pierre Honoré は先コロンブス期のメソアメリカ文明は「クレタ島付近から来た白色人種」がもたらしたとする境界科学的な説を発表している。
アトランティスに関する著作家 Gerd von Hassler は、「白い神」を聖書の大洪水と関連づけた。
イギリスの作家 Harold T. Wilkins は、遠く離れた白い神の概念を取りあげ、古代の南アメリカ全体を占領していた失われた白人種について書いた。また Wilkins はケツァルコアトルはアトランティスから来たとしている。
アーリアン学説とヒンドゥー教に影響されたオカルティストである James H. Madoleは、古代人にとってアーリア人種が重要な存在であり、世界の下位人種から「白い神」として崇拝されていたと記述した。 Madole は北アメリカに位置していたエデンの園がアーリア人種の起源だとしている。
古代宇宙飛行士説とUFOに関するいくつかの著作家は、「白い神」は地球外生命だったと主張する。 Peter Kolosimoはケツァルコアトルの伝説は事実に基づいていると考え、宇宙船で生まれアトランティスに移住した白い種族について語ったものと主張する。彼らはアトランティスが崩壊したのちアメリカ大陸へ移り「未開の地球原住民」から「白い神」として扱われたとしている。